# Pico de Orizaba
Il Pico de Orizaba (5 610 m s.l.m.), detto anche Citlaltépetl in spagnolo e Cītlaltepētl in nahuatl ([siːt͡ɬalˈtepeːt͡ɬ], ‘Monte della Stella’, da cītlalli ‘stella’, e tepētl ‘montagna’), è la più alta montagna del Messico e la terza più alta del Nord America. Gli abitanti nahua della zona di Orizaba lo chiamano localmente col suo nome antico: Iztactepētl ([istakˈteːpet͡ɬ], da istac ‘bianco come il sale’, e tepētl)
Si trova al confine tra gli stati federali di Puebla e di Veracruz. Sovrasta la valle e la città di Orizaba. È uno dei tre vulcani messicani, assieme al Popocatépetl e l'Iztaccíhuatl ad avere la vetta coperta da ghiacciaio perenne.

## Informazioni generali
È uno stratovulcano che fa parte della Fascia Vulcanica Trasversale; si trova nella sua parte finale orientale, dove il suddetto sistema orografico incontra la Sierra Madre Orientale. Il vulcano è attualmente dormiente ma non estinto.
Sono andate perdute le registrazioni delle eruzioni precedenti la conquista spagnola, mentre si ha notizia delle eruzioni del 1537, 1545, 1559, 1566, 1569, 1613, 1630 e 1687.
Nel 1937 è stato creato un parco nazionale che ingloba il cono vulcanico e l'area circostante e vi sono molte vie d'accesso per l'esplorazione e la scalata della montagna.
Ha un compagno, a soli 6 km in direzione sud-ovest, nel vulcano Sierra Negra (4 640 m s.l.m.), sulla cui cima si trova il Gran Telescopio Millimetrico (GTM), il più grande radiotelescopio del mondo.